# Дхармапала Раксіта
Дхармапала Раксіта (тиб. རིན་ཆེན་རྒྱལ་མཚན; 1268– 24 грудня 1287) — 3-й діші (імператорський наставник) Тибету в 1282—1286 роках, 9-й сак'я-трицзін (настоятель-правитель) школи Сак'я.

## Життєпис
Походив з аристократичного роду Чжамьянгон з клану Кхен. Син Чхакна Дордже, байлан-вана і данса-тау Уя, Цзанга й Нгарі, та Канчжуобен (Хадробум). Народився 1268 року вже після смерті батька, що сталася 1267 року. Виховувся в домі діда Сялу Ванху, вана Чжалу.
1280 року після смерті стрийка Пагба-ламу юаньський імператор Хубілай відправив військо до Тибету, оскільки підозрював отруєння. Колишнього дпон-чена (цивільного управлінця) КюнгаСанпо було страечно. До того ж з 1279 року була війльною посада діші (імператорського наставника) Тибету.
1280 року Дхармапала Раксіта стає сак'я-трицзіном (релігійним очільником Тибету).1281 року викликаний Хубілаєм до себе, де 1282 року призначається діші. Разом з тим вимушен був передати посаду сак'я-трицзіна очільнику підшколи Шарпа — Джам'ян Рінчен Г'ялцену.
Протягом наступних років він залишався при імператорському дворі, займаючись зведенням ступ та інших буддійських будівель. Одружиться з Бейдан, дочкою Кібі-Темура, сина Годан-хана. Фактична владав Тибеті тепер належала дпон-ченам, яких протягом усього урядування Дхармапали Раксіти призначав імператор.
1286 року передав посаду діші Єше Рінчену з підшколи Шарпа. 1287 року рушив до Тибету, але помер по дорозі в Тре Мандала (Чуво) 1287 року.